# Konrad Schmidt (Schriftsteller)
Konrad Schmidt (* 27. Mai 1926 in Döbeln; † 29. August 1995) war ein deutscher Schriftsteller und Germanist in der DDR.

## Biografie
Konrad Schmidt ist vor allem durch Reiseliteratur bekannt geworden. Er schrieb außerdem Drehbücher für Fernsehspiele.
Er war seit 1951 mit der Schriftstellerin und Literaturwissenschaftlerin Marianne Schmidt, geb. Lange (* 1929) verheiratet. Der Ehe entstammen zwei Söhne.
Aus seiner Veröffentlichungsliste ist zu ersehen, dass Schmidt vor allem über Reisen in Teile der Welt schrieb, die für normale DDR-Bürger in der Regel nicht zu erreichen waren: Österreich, den Vorderen Orient, Zypern. U. a. machte er 1957 mit Herbert Otto und Jochen Moll eine mehrmonatige Reportage-Reisen durch die Bundesrepublik, Italien, Jugoslawien, Griechenland, Türkei, Syrien, den Libanon und Ägypten.
Seine Werke, insbesondere seine beiden Rügen-Bücher, sind hinsichtlich der historischen, literarischen, wirtschaftlichen oder auch  technologischen Bezüge hervorragend recherchiert und auch heute noch lesenswert.

## Preise und Auszeichnungen
- 1985 Theodor-Fontane-Preis des Bezirks Potsdam

## Werke

### Werke als Autor

#### Aufsätze
- Lüge oder Schuld? In: neue deutsche literatur, Bd. 4 (1956), H. 11, S. 141–143, ISSN 0028-3150
- Begegnungen an Bosporus und Mittelmeer. In: Salaam, Fatima! Frauen dreier Kontinente. Brockhaus, Leipzig 1975.

#### Bücher
- zusammen mit Harald Kohtz: Robert Blum. Lebensbild eines großen deutschen Patrioten (Heimabendreihe der Freien Deutschen Jugend, Heft 1). Verlag Junge Welt, Berlin 1952.
- zusammen mit Marianne Lange und Harald Kohtz: Lacht mit Gogol. Ein Heimabend für die Gruppen der FDJ (Heimabendreihe der Freien Deutschen Jugend, Heft 2). Verlag Junge Welt, Berlin 1952.
- Rote Flaggen im Topp. Die „Marineerhebung 1917“ und der „Kieler Matrosenaufstand 1918“. Ein Heimabend für die Gruppen der FDJ (Heimabendreihe der Freien Deutschen Jugend, Heft 17). Verlag Junge Welt, Berlin 1952.
- Die deutsche Arbeiterjugend mit Karl Liebknecht im Kampf gegen Militarismus und imperialistischen Krieg. Ein Heimabend für die Gruppen der FDJ. (Heimabendreihe der Freien Deutschen Jugend, Heft 26). Verlag Junge Welt, Berlin 1954.

- Stundenholz und Minarett. Eine moderne Entdeckungsfahrt ins Morgenland. Verlag Volk und Welt, 1958 (mit Herbert Otto und Jochen Moll)
- Auf der Suche nach Aphrodite. Eine Zypernreise. Verlag Neues Leben, Berlin 1966 (EA Berlin 1962).

- Makarios. Kirchenfürst und Volksführer (Christ in der Welt; 6). Union Verlag, Berlin 1965.
- Quer durch den Orient. Brockhaus Leipzig 1967 (illustriert Alfred Paszkowiak)

1. Pässe, Pipelines, Pyramiden.
2. Wüsten, Wadis, Wasserräder.

- Ostern im Heiligen Land. Union-Verlag, Berlin 1969 (illustriert von Alfred Paszkowiak)
- Neue Entdeckungen auf Rügen und Hiddensee. 2. Aufl. Brockhaus, Leipzig 1989, ISBN 3-325-00213-7.[1]
- Über Wien nach Österreich. Brockhaus, Leipzig 1981 (EA Leipzig 1977)
- zusammen mit Gerald Große: Wien. Brockhaus, Leipzig 1987, ISBN 3-325-00178-5 (EA Leipzig 1983)

### Werke als Herausgeber
- zusammen mit Marianne Schmidt und Gerhard Ziegengeist: Puschkin. Ein Lesebuch für unsere Zeit. Thüringer Volksverlag, Weimar 1954 (übers. von Johannes von Guenther).
- Feuilleton der roten Presse. 1918–1933; Rote Fahne, Junge Garde, Arbeiter-Illustrierte Zeitung, Eulenspiegel, Roter Pfeffer. Verlag des Ministeriums für nationale Verteidigung, Berlin 1960.